# 卡德里納

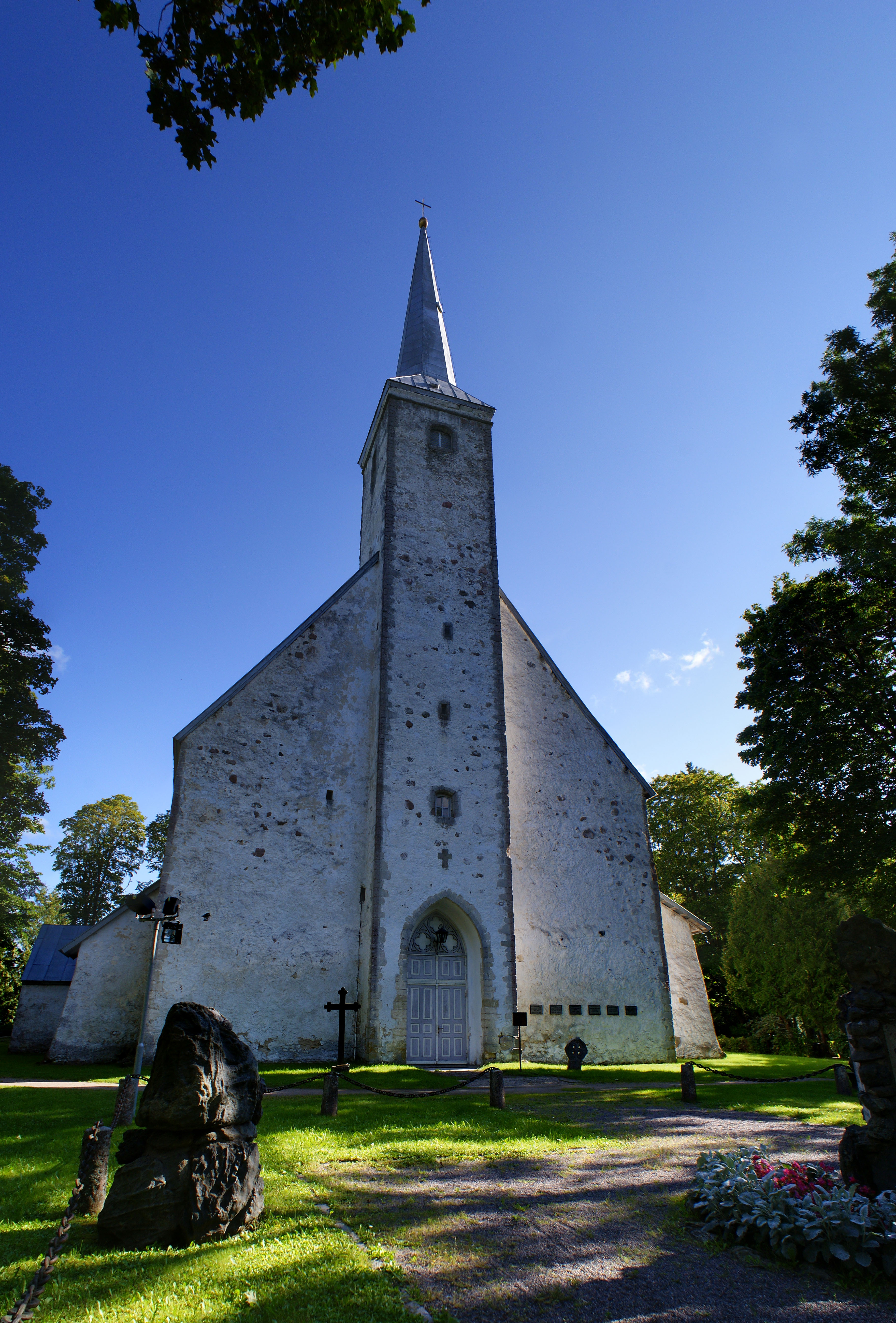
卡德里纳教堂

卡德里納，是愛沙尼亞西維魯縣卡德里納市镇内的小鎮及其行政中心，位於該國北部，處於拉克韋雷以東12公里，2011年該小鎮人口2,269。